# Masquerade (Khatxaturian)
Masquerade (rus: Маскарад ) va ser escrita per Aram Khatxaturian el 1941 com a música incidental per a una producció de l'obra de teatre homònima de Mikhaïl Lérmontov.  La va convertir en una suite amb cinc moviments per a orquestra el 1944.  És sobretot conegut pel Vals, àmpliament considerat una de les peces més fines i populars de Khatxaturian, segon en popularitat només per darrere de la Dansa del sabre del ballet Gaiane.

## Història
A Khatxaturian li van demanar que compongués la música per a una producció de Masquerade produïda pel director Ruben Simonov. El famós tema del vals, en particular, va causar molts problemes a Khatxaturian en la seva creació. El seu antic professor, Nikolai Miaskovski, va intentar ajudar Khatxaturian donant-li una col·lecció de romances i valsos de l'època de Lérmontov; tot i que aquests no li van proporcionar inspiració immediata, Khatxaturian va admetre que "si no hagués estat per la recerca extenuant" de l'estil i la inspiració melòdica adequats, no hauria descobert el segon tema del seu vals, que va actuar "com un enllaç màgic, que em va permetre treure tota la cadena. La resta del vals em va arribar fàcilment, sense cap problema". Khatxaturian va dedicar el vals a l'actriu que interpretava Nina, Al·la Kazànskaia.
Masquerade es va estrenar el 21 de juny de 1941 al Teatre Vakhtangov a Moscou, dirigida per Andrei Tutixkin i protagonitzada per Iossif Toltxànov com a Arbenin i Al·la Kazànskaia com a Nina. L'endemà, Alemanya va envair la Unió Soviètica i la producció es va interrompre. El 23 de juliol de 1941, un bombardeig aeri alemany va destruir completament el Teatre Vakhtangov, matant molts actors i personal i destruint les elaborades decoracions de l'escenari. Tutixkin va continuar les representacions amb èxit de Masquerade després de l'evacuació a Sibèria.
A la Unió Soviètica, juntament amb el Concert per a violí de Khatxaturian i fragments del ballet Gaiane, el vals de Masquerade es va interpretar sovint en concerts i a la ràdio durant la Segona Guerra Mundial.

## Suite
El 1944, Khatxaturian va extreure cinc moviments de la música per fer una suite simfònica. Els moviments són:  
1. Vals
2. Nocturn
3. Mazurca
4. Romança
5. Galop